# Chris-Kévin Nadje
Chris-Kévin Nadje, né le 14 août 2001 à Abidjan en Côte d'Ivoire, est un footballeur ivoirien qui évolue au poste de milieu offensif au Feyenoord Rotterdam.

## Biographie

### Carrière en club

#### Formation et début en France
Né à Abidjan en Côte d'Ivoire, Chris-Kévin Nadje est formé en France à l'ASF Le Perreux, l'US Créteil puis, après un passage par l'INF Clairefontaine au RC Lens. Mais il ne signe pas de premier contrat professionnel avec le club du nord, et se relance à l'Entente Feignies Aulnoye en 2019, avant de rejoindre le Stade lavallois l'année suivante,.
Après s'être illustré avec l'équipe réserve du club de Ligue 2, il intègre en 2023 le FC Versailles en national, où il est un des joueurs les plus en vue de l'équipe,,,.

#### Découverte du haut niveau aux Pays-Bas
Annoncé sur les tablettes de clubs comme le Hellas Verona, Charleroi, Farense ou encore Schalke 04, il est finalement transféré en juillet 2024 au Feyenoord Rotterdam, où il commence sa carrière professionnelle en Championnat des Pays-Bas,. Le club sort alors d'un exercice où il a terminé vice-champion néerlandais sous l'égide d'Arne Slot,.
Il joue son premier match avec l'équipe première le 25 août 2024, entrant en jeu lors du derby de Rotterdam contre le Sparta en championnat,.
Le 19 septembre 2024, il fait ses débuts en Ligue des champions, lors d'une défaite contre le Leverkusen de Xabi Alonso.
Principalement cantonné à un rôle de remplaçant, il s'illustre cependant par ses entrées en jeu, en coupe contre les Rijnsburgse Boys, ou encore en Ligue des champions, lorsqu'il remplace en début de deuxième période Calvin Stengs blessé, lors d'une victoire 3-0 contre le Bayern Munich, début 2025. Le jeune ivoirien se blesse cependant également dans ce match, devant se résoudre à une opération du pied droit qui termine sa saison prématurément.

### Carrière en sélection
Chris-Kévin Nadje est international ivoirien junior avec l'équipe des moins de 23 ans à partir de mars 2024 et une défaite 3-2 contre la France de Désiré Doué et Rayan Cherki,,.

## Style de jeu
Se définissant comme milieu box-to-box, couvrant la totalité du terrain, qui n'hésite pas à prendre sa chance face au but, Chris-Kévin Nadje est décrit comme un joueur puissant et technique, capable de jouer autant devant la défense qu'au soutien de l'attaque,,. Son profil est comparé à celui d'un Khéphren Thuram.